# Мохнач (Харьковская область)
Мо́хнач (укр. Мохнач) — село, Скрипаевский сельский совет,
Змиёвский район, Харьковская область, Украина.

## Географическое положение
Село Мохнач находится на правом берегу реки Северский Донец при впадении в него Орехового яра; выше по течению на расстоянии в 8 км расположен посёлок Эсхар, ниже по течению на расстоянии в 7 км — посёлок Черемушное, на противоположном берегу расположен посёлок Лесное.
Русло реки извилистое, образует много заболоченных озёр, в частности, оз. Белое. Напротив села находится рукав Северского Донца — река Бакайка.
К селу примыкает большой лесной массив урочище Мохначанская лесная дача, (дуб).

## Происхождение названия
Поселение названо по имени дотатарского Мохначского городища VII—XIII веков, уничтоженного татаро-монголами в 1239 году.

## Ранняя история
Первое население здесь появилось во времена неолита. Первые поселения на территории современного села появились в раннем железном веке. Носителями лесостепной археологической культуры, меланхленами, было построено городище. Оно находится на правобережной части долины Северского Донца. Есть предположение, что валы городища были построены скифами. На смену скифам пришли сарматы и родственные им племена. В V веке нашей эры жили аланы, в VII—VIII веке жили так называемые салтовские племена (аланы, болгары и др.). На городище в хазарский период изготавливались стеклянные изделия (тонкое стекло хорошего химического состава).
В X—XI вв. территорию современного с. Мохнач заселяют славянские племена северян — роменская археологическая культура. Мохначанская городище в то время выполняло функцию пограничной крепости — поста, должен был оберегать (защищать) от воинственных печенегов и половцев. Городище было разрушено монголо-татарами в 1238—1240 годах.

## Мохначанское городище
В скифский период Мохначанское городище функционировало около 200 лет — с IV по III вв. до н. э..
В период раннего средневековья городище входило в число крепостей Хазарского каганата, возведённых вдоль Северского Донца. Возведённые в это время укрепления типологически близки к Верхнесалтовскому городищу.
Строители крепости использовали каменную кладку, выполненную из песчаника. Эта техника указывает на принадлежность данного сооружения к салтово-маяцкой общности. Укрепления были возведены на более раннем валу скифского периода.
В VIII—X веках городище было населено аланами, которых сменили восточнославянские племена северян, связываемых с роменской археологической культурой. Это произошло во второй половине X века.
В это время в лесостепной части донецкого бассейна произошли большие изменения. На Осколе, Тихой Сосне и в северодонецкой степи салтовские поселения прекращают существование.
Но в лесостепной части Донца положение другое. На городища Мохнач и Коробовы Хутора (ныне с. Коропово, находящееся в 20 км на юго-запад) приходят группы северян, и смешиваются здесь с остатками предыдущего многоэтничного населения салтовцев.
Мохначанское городище известно в литературе с начала XVII века. Оно упоминается в «Книге Большому Чертежу» 1627 года. Памятник исследовался Б. А. Рыбаковым, Б. А. Шрамко, С. А. Плетнёвой и другими археологами.

## Современное село
- 1639 — дата основания современного села[1].
- XVIII век — войсковая слобода[16], затем военное поселение.
- Население в 1779 году, согласно «Ведомости, исъ какихъ именно городовъ и уездовъ Харьковское наместничество составлено и сколько было въ нихъ душъ на 1779 годъ», было довольно большим: 1310 человек, в основном «войсковых обывателей» (учитывались только мужчины; женщин не считали, так как они не платили налогов)[16]. Мохнач в том году был третьим по количеству населения населённым пунктом Чугуевского уезда, за исключением самого Чугуева (1310 муж.), уступая только войсковым слободам Печенеги (3601) и Змиёв (2124)[16].
- Являлось селом Шелудковской волости Змиевского уезда Харьковской губернии Российской империи.
- В 1940 году, перед ВОВ, в Мохначах было 268 дворов, церковь, школа, ветряк и сельсовет.[2]
- Во время Великой Отечественной войны село с начала октября 1941 по конец августа 1943 находилось под немецкой оккупацией.
- Население по переписи 2001 года составляло 231 (108/123 м/ж) человек.

## Экономика
- Мохначанское лесничество.
- Садовые участки.

## Достопримечательности
- Мохначанское городище.

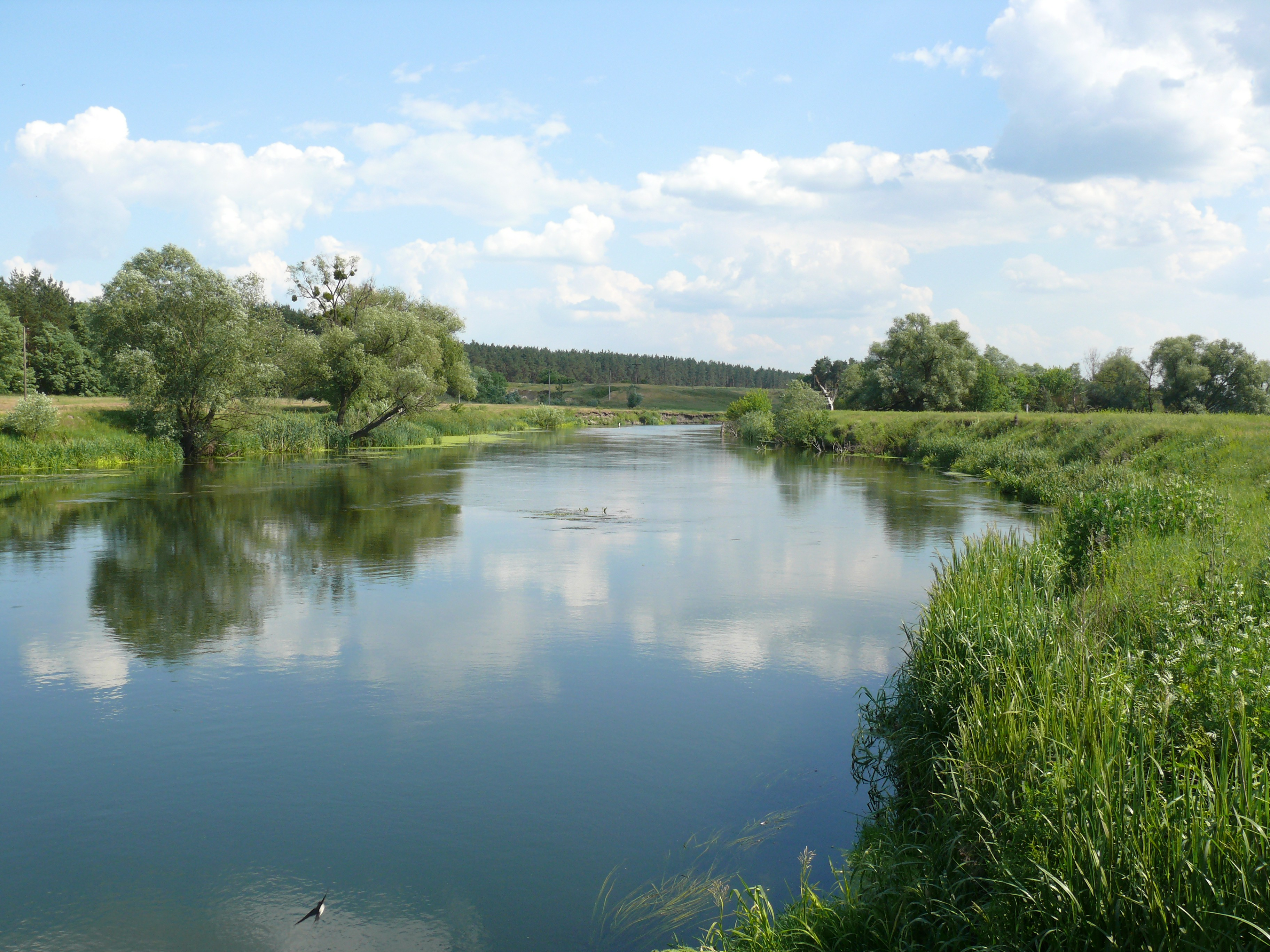
На Северском Донце возле села Мохнач.

- Лесотипологический памятник природы «Мохначанский лес».
- Мохначанский луг вдоль Донца (правый берег) с многочисленными старицами.
- Мохначанский чудотворный источник.

Село расположено вдоль Чёрной горы, из-под которой вытекают три водных источника: Брязкуха, Рудий (Рыжий, Суворовский родник) и Медный. Вода Суворовского родника имеет целебные качества. Особенно она полезна при лечении глаз. Суворовское источник был освящён настоятелем Свято-Трифоновского храма, священником Николаем Николаевичем Ринчаком. В начале 2000-х гг. местными властями были проведены работы по благоустройству окружающей территории, обеспечению удобного подхода к источнику, строительству небольшого бассейна для принятия водных процедур. Неподалёку от источника на берегу реки Северский Донец оборудована зона отдыха.

## Транспорт
Сообщение — автобусное со Змиёвом. Железной дороги поблизости нет.
Ж.д. станция Мохнач находится не в Мохначе Змиевского района, а за 20 км от него, в Терновой Чугуевского района, причём на противоположном (левом) берегу реки Уды. Станция с 1919 года находится в другом — не Змиевском, а Чугуевском уезде (сейчас районе). Сейчас станция и поселок Мохнач вообще не имеют прямого сообщения между собой — капитальный автомобильный мост через Уды был уничтожен во Введенке во время ВОВ в 1943 году, а затем прямая грунтовая дорога между Мохначем и станцией через Мохначанский лес стала непроезжей.